# Пахомова Тетяна Олександрівна
Тетя́на Олекса́ндрівна Пахо́мова (нар. 25 липня 1955 року, смт Дрибін, Могильовський район, БРСР) — мовознавець, педагог, доктор педагогічних наук (1991), професор (2000), відмінник освіти України (2006).

## Біографічні дані
Народилася 25 липня 1955 року в смт Дрибін Могильовського району БРСР.
У 1977 році закінчила Дніпропетровський за спеціальністю філолог, викладач російської мови та літератури, а у 1996 році — Запорізький університет (спеціальність — перекладач з англійської мови). Працювала вчителем. Аспірантуру проходила в НДІ педагогіки Академії педагогічних наук України. У 1983 році захистила кандидатську дисертацію, у 1991 — докторську.
З 1983 працює у Запорізькому університеті: з 1987 по 1991 та з 1995 по 2008 — завідувач кафедри методики викладання філологічних дисциплін; з 1991 по 1995 — була проректором з навчальної роботи; з 2008 року — професор кафедри англійської філології та лінгводидактики.
Викладає методику навчання іноземних мов та зарубіжної літератури в середній та вищій школах, а також сучасні технології навчання іноземних мов та актуальні проблеми сучасної філології.

## Наукова робота
Проводить наукові дослідження лінгводидактики, методики навчання іноземних мов та зарубіжної літератури, сучасної мовної та літературної освіти.
Автор більш як 200 наукових праць. Очолює наукову школу «Філологічна освіта: теорія та методика навчання». Член спеціалізованих наукових рад. Експерт Наукової ради МОН України.

### Основні праці
За ЕСУ:
- Изучение современной советской литературы в старших классах: пособие для учителя. — К.: Радянська школа, 1989;
- Мова і суспільство: збагачення словникового складу сучасної англійської мови: навч. посіб. — З., 2001 (співавтор);
- Соціолінгвістичні аспекти вивчення словникового складу англійської мови: навч. посіб. — З., 2004 (співавтор);
- Мовний портфель як методична інновація у системі вищої іншомовної освіти (на матеріалі навчання студентів-філологів англійського писемного мовлення). — З., 2014 (співавтор);
- Education in Universities in the Context of Distance Education // J. of Higher Educational Theory and Practice. — 2022. — Т. 22, № 6 (співавтор).[1]

## Джерело
- О. Б. Тарнопольський. Пахомова Тетяна Олександрівна // Енциклопедія сучасної України / ред. кол.: І. М. Дзюба [та ін.] ; НАН України, НТШ. — К. : Інститут енциклопедичних досліджень НАН України, 2001–2025. — ISBN 966-02-2074-X.